# Kuryłówka (gemeente)
De gemeente Kuryłówka is een landgemeente in het Poolse woiwodschap Subkarpaten, in powiat Leżajski.
De zetel van de gemeente is in Kuryłówka.
Op 30 juni 2004 telde de gemeente 5679 inwoners.

## Oppervlakte gegevens
In 2002 bedroeg de totale oppervlakte van gemeente Kuryłówka 141,25 km², waarvan:
- agrarisch gebied: 54%
- bossen: 38%

De gemeente beslaat 24,23% van de totale oppervlakte van de powiat.

## Demografie
Stand op 30 juni 2004:
| Omschrijving                   | Totaal | Totaal | Vrouwen | Vrouwen | Mannen | Mannen |
| ------------------------------ | ------ | ------ | ------- | ------- | ------ | ------ |
| eenheid                        | aantal | %      | aantal  | %       | aantal | %      |
| inwoners                       | 5679   | 100    | 2805    | 49,4    | 2874   | 50,6   |
| bevolkingsdichtheid (inw./km²) | 40,2   | 40,2   | 19,9    | 19,9    | 20,3   | 20,3   |

In 2002 bedroeg het gemiddelde inkomen per inwoner 1314,42 zł.

## Administratieve plaatsen (sołectwo)
Brzyska Wola, Dąbrowica, Jastrzębiec, Kolonia Polska, Kulno, Kuryłówka, Ożanna, Słoboda, Tarnawiec, Wólka Łamana.

## Aangrenzende gemeenten
Adamówka, Biszcza, Krzeszów, Leżajsk, Leżajsk - miasto, Potok Górny, Tarnogród